# Trattato di Varsavia
Il trattato di Varsavia (in tedesco: Warschauer Vertrag) è un trattato tra la Germania Ovest e la Repubblica Popolare Polacca stipulato il 7 dicembre 1970 e ratificato dal Bundestag tedesco il 17 maggio 1972.

## Premesse
Con l'avvento al potere del partito socialdemocratico, guidato da Willy Brandt, la Repubblica Federale di Germania aveva cambiato atteggiamento nei confronti dei Paesi dell'Est. Il fallimento della politica di Adenauer, incarnata dalla dottrina Hallstein, aveva indotto ad un graduale riavvicinamento con i Paesi oltrecortina.
A partire dal 1969, Brandt si impegnò nella ricerca di contatti diretti con i Paesi appartenenti al Blocco comunista; ad una serie di accordi che avevano portato all'istituzione di missioni commerciali in Romania, Bulgaria, Ungheria, Cecoslovacchia e Polonia stessa, fece seguito il trattato di Mosca del 12 agosto 1970, che normalizzò i rapporti tra Bonn e Mosca.
Una volta rotto il ghiaccio con l'Unione Sovietica, il cammino si fece più agile per la conclusione dei successivi trattati con gli Stati confinanti (Polonia e Cecoslovacchia), a cui erano stati assegnati territori precedentemente abitati e/o controllati dalla Germania.

## Contenuto
Nel trattato, entrambe le parti si impegnano alla non-violenza e accettano il confine esistente, la linea Oder-Neiße.  Questo era un argomento molto sentito all'epoca, poiché la Polonia temeva che un giorno la Germania avrebbe potuto rivendicare i territori orientali persi dopo la seconda guerra mondiale, considerati come una generosa ricompensa in cambio delle terre orientali annesse all'Unione Sovietica.
Il cancelliere Willy Brandt fu pesantemente criticato dall'opposizione conservatrice della CDU e CSU, che erano in favore di una rivendicazione delle terre ex-tedesche; Brandt fu accusato di voltare le spalle agli interessi della Germania. La linea Oder-Neiße fu riaffermata dalla Germania riunificata nel trattato sul confine tedesco-polacco, siglato il 14 novembre 1990.
Il trattato di Varsavia, una volta ribadita l'accettazione della linea Oder-Neisse come confine permanente tra Germania e Polonia, permetterà l'avvio delle discussioni che porteranno all'accordo delle quattro potenze relativo allo status di Berlino del 3 settembre 1971.